# USS Narwhal (SSN-671)
| «Нарвал»                                                 | «Нарвал» | «Нарвал» |
| -------------------------------------------------------- | --- | --- |
| USS Narwhal (SSN-671)                                    | | |
|                                                          | | |
| Американський атомний підводний човен «Нарвал» у морі    | | |
| Верф                                                     | Electric Boat (General Dynamics), Гротон, Коннектикут                                                                     | Electric Boat (General Dynamics), Гротон, Коннектикут                                                                     |
| Під прапором                                             | США | США |
| Замовлення                                               | 28 липня 1964 | 28 липня 1964 |
| Закладений                                               | 17 січня 1966 | 17 січня 1966 |
| Спуск на воду                                            | 9 вересня 1967 | 9 вересня 1967 |
| Введений до складу флоту                                 | 12 липня 1969 | 12 липня 1969 |
| На службі                                                | 1969–1999 | 1969–1999 |
| Сучасний статус                                          | 1 липня 1999 року виведений зі складу флоту, утилізований                                                                 | 1 липня 1999 року виведений зі складу флоту, утилізований                                                                 |
| Бойовий досвід                                           | Холодна війна | Холодна війна |
| Проєкт                                                   | | |
| Тип ПЧ                                                   | експериментальний атомний підводний човен                                                                                 | експериментальний атомний підводний човен                                                                                 |
| Основні характеристики                                   | | |
| Швидкість (надводна)                                     | 20 вузлів (37 км/год) | 20 вузлів (37 км/год) |
| Швидкість (підводна)                                     | 25 вузлів (46,3 км/год)                                                                                                   | 25 вузлів (46,3 км/год)                                                                                                   |
| Гранична глибина занурення                               | 400 м | 400 м |
| Екіпаж                                                   | 107 офіцерів та матросів                                                                                                  | 107 офіцерів та матросів                                                                                                  |
| Розміри                                                  | | |
| Довжина найбільша (по КВЛ)                               | 95,91 м | 95,91 м |
| Ширина корпусу найб.                                     | 10 м | 10 м |
| Середня осадка (по КВЛ)                                  | 8,8 м | 8,8 м |
| Водотоннажність надводна                                 | 5027 т | 5027 т |
| Водотоннажність підводна                                 | 5378 т | 5378 т |
| Силова установка                                         | | |
| 1 × водно-водяний ядерний реактор S5G 1 × парова турбіна | | |
| Гвинти                                                   | 1 | 1 |
| Потужність                                               | 17 000 к.с. | 17 000 к.с. |
| Озброєння                                                | | |
| Торпедно- мінне озброєння                                | 4 × 533-мм носових ТА для стрільби торпедами (Mk. 37, Mk. 45 та Mk. 48) та ракетами (UUM-44 SUBROC, «Томагавк», «Гарпун») | 4 × 533-мм носових ТА для стрільби торпедами (Mk. 37, Mk. 45 та Mk. 48) та ракетами (UUM-44 SUBROC, «Томагавк», «Гарпун») |
| Зображення на Вікісховищі                                | | |

«Нарвал» (англ. USS Narwhal (SSN-671) — унікальний експериментальний атомний підводний човен ВМС США. Був третім судном американських ВМС, названим на честь нарвала.
«Нарвал» був закладений 17 січня 1966 року на верфі компанії Electric Boat (General Dynamics) у Гротоні, в штаті Коннектикут, де 9 вересня 1967 року корабель був спущений на воду. 12 липня 1969 року він увійшов до складу ВМС США.

## Опис
«Нарвал» мав унікальну конструкцію, виготовлену за проєктом SCB 245. У передній частині реакторного відділення вона була в основному схожа на тогочасні підводні човни типу «Стерджен», але з трохи більшим діаметром і переміщенням допоміжного дизель-генератора з носового відділення до допоміжного машинного відділення в операційному відділенні. Його реакторне відділення та машинне відділення відрізнялися від попередніх класів завдяки унікальному циркуляційному реактору S5G та турбінній силовій установці з прямим приводом. Доступ до машинного відділення забезпечувався двома окремими реакторними тунелями, кожен із своїми водонепроникними дверима.
Конструкція «Нарвала» містила кілька інноваційних функцій шумування, зокрема:
- реакторна установка С5Г з природною циркуляцією;
- менш потужні головні насоси охолоджуючої рідини, які мали дві швидкості: увімкнення та вимкнення;
- впорскування забортної води для головних конденсаторів, що дозволяло відключити основні насоси морської води на швидкості;
- можливість перехресного з'єднання основних і допоміжних систем морської води;
- велика силова турбіна з прямим приводом, яка працювала на низькій швидкості валу (300 об/хв) і не потребувала редукторів;
- турбогенератори суднового обслуговування, які працювали на нижчих обертах (1200 обертів на хвилину проти 3600 обертів на хвилину попередніх класів);
- усунення поясних баластних цистерн, що усунуло вібраційний шум, спричинений тонким зовнішнім корпусом.

Результатом стала поява найтихішого підводного човна своєї епохи.
Попри ці досягнення, його силова установка мала кілька проблем. Рухова турбіна мала бути дуже великою, щоб працювати на такій низькій швидкості валу, і вимагала складної процедури прогріву та охолодження. У його турбогенераторах під час випробувань виходили з ладу лопаті через їхню низьку швидкість обертання, а вдосконалення методів зменшення шуму дозволило турбогенераторам наступних класів працювати на високій швидкості (3600 об/хв), залишаючись при цьому таким же тихим, як і турбогенератори на «Нарвалі». Його труби для нагнітання морської води вимагали великих проходок у корпусі та довгих трубопроводів під повним тиском занурення. Оскільки ця система не була сумісна з правилами SUBSAFE, її не повторювали на наступних класах підводних човнів. Інші функції глушіння будуть включені в наступні проекти підводних човнів, а реактор S5G від «Нарвала» буде збільшений і подвоєний у потужності, щоб стати реактором S8G, який приводить в рух підводні човни типу «Огайо».